# Carlos Orozco
Carlos Orozco Romero (Guadalajara, Jalisco, 1896 - Ciudad de México, 1984) fue un pintor y muralista tapatío destacado por sus trabajos en el extranjero y premiado internacional y nacionalmente.
Nació el 3 de septiembre de 1896 en Guadalajara, Jalisco, donde estudió primeramente con los maestros Luis de la Torre y Félix Bernardelli. Inicialmente dedicado a la caricatura en periódicos como El Heraldo de México, Excélsior, El Universal Ilustrado y la Revista de Revistas, pronto pasó a dedicarse a la pintura.
En 1916 inició sus actividades artísticas y se integró a un grupo de pintores independientes que se llamó Centro Bohemio en el que participaron David Alfaro Siqueiros, Amado de la Cueva, José Guadalupe Zuno, Alfredo Romo, Javier Guerrero y otros. En ese mismo año se inició como caricaturista, colaborando con varios periódicos de su ciudad natal.
En 1921 se trasladó a Europa, becado por el gobierno estatal, donde formó parte en el Salón de otoño en Madrid. En 1932, fundó con Carlos Mérida la Escuela de Danza del Instituto Nacional de Bellas Artes.
Fue director del Museo de Arte Moderno de México entre 1962 y 1964. Sus obras se expusieron tanto en México como en el extranjero: en concreto, participó en las bienales XXIX de Venecia en 1958 y XV de la Acuarela Internacional de Pittsburg en 1968. Sus últimas exposiciones tuvieron lugar en el Museo de Arte Contemporáneo de Monterrey, en 1978 y 1980, año en el que fue premiado con Premio Nacional de Ciencias y Artes en el área de Bellas Artes.  Murió en 1984, en la Ciudad de México.

## Vida personal
Parientes: Francisco Fernández Orozco (pintor)